# Vinišće
Vinišće ist ein Dorf in der Gemeinde Marina in der kroatischen Gespanschaft Split-Dalmatien, 19 km von Trogir und 48 km von Split entfernt. Vinišće ist ein altes Fischerdorf, das derzeit etwa 850 Einwohner zählt. 
Vinišće liegt auf einer Halbinsel zwischen Split und Šibenik.
Die Einwohner von Vinišće leben hauptsächlich vom Fischfang und vom Tourismus.